# Nghệ thuật khỏa thân

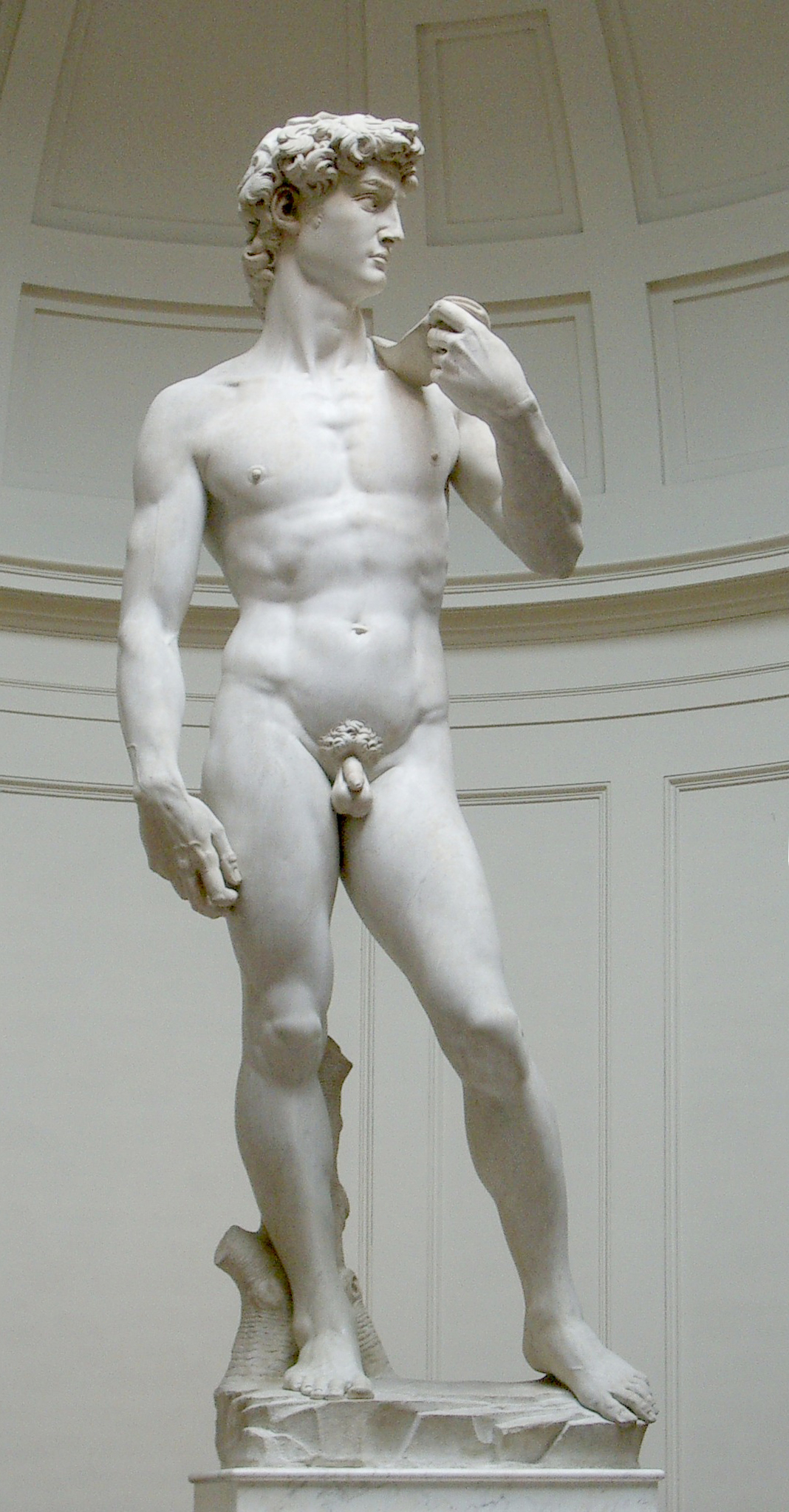
David (1504)
"Tinh thần nào trống rỗng và mù quáng đến nỗi nó không thể nhận ra sự thật rằng bàn chân còn cao quý hơn giày, và da đẹp hơn quần áo được mặc?" - Michelangelo

Khỏa thân là một truyền thống trong nghệ thuật phương Tây, và đã được sử dụng để thể hiện lý tưởng về vẻ đẹp nam và nữ và các phẩm chất khác của con người. Đó là mối bận tâm trung tâm của nghệ thuật Hy Lạp cổ đại, và sau một thời gian nửa ngủ đông ở thời Trung cổ đã trở lại vị trí trung tâm trong nghệ thuật phương Tây với thời Phục hưng. Các vận động viên, vũ công và chiến binh được miêu tả để thể hiện năng lượng và cuộc sống của con người, và những người khỏa thân trong nhiều tư thế khác nhau có thể thể hiện những cảm xúc cơ bản hoặc phức tạp như các pathos. Ở một khía cạnh nào đó, khỏa thân là một tác phẩm mỹ thuật có chủ đề chính là cơ thể con người không mặc quần áo, tạo thành một thể loại nghệ thuật chủ đề, giống như phong cảnh và tĩnh vật. Những nhân vật không mặc quần áo cũng thường đóng một vai trò trong các loại hình nghệ thuật khác, chẳng hạn như tranh lịch sử, bao gồm nghệ thuật ngụ ngôn và tôn giáo, chân dung hoặc nghệ thuật trang trí.

## Lịch sử
Các nhân vật nữ khỏa thân được gọi là bức tượng Venus được tìm thấy trong nghệ thuật của thời kỳ đồ đá cũ, và trong giai đoạn cổ đại, có trong những hình ảnh tương tự đại diện cho các vị thần sinh sản. Đại diện của các vị thần và nữ thần trong nghệ thuật Babylon và Ai Cập cổ đại là tiền thân của các tác phẩm của thời cổ đại phương Tây. Các truyền thống quan trọng khác ngoài phương Tây về miêu tả khỏa thân đến từ Ấn Độ và Nhật Bản, nhưng khỏa thân không tạo thành một khía cạnh quan trọng của nghệ thuật Trung Quốc. Các tác phẩm điêu khắc đền thờ và tranh hang động, một số rất rõ ràng, là một phần của truyền thống Ấn Độ giáo về giá trị của tình dục, và ở nhiều vùng khí hậu ấm áp khỏa thân một phần hoặc hoàn toàn là phổ biến trong cuộc sống hàng ngày. Nhật Bản có một truyền thống tắm chung cả nam và nữ tồn tại cho đến gần đây, và thường được miêu tả trong các bản in khắc gỗ. 
Khỏa thân trong nghệ thuật tiền sử và cổ đại
- The Venus of Willendorf (made between 24,000 and 22,000 BCE)
- Old-Babylonian fired clay plaque of a standing nude female, from Southern Mesopotamia, Iraq.
- The Burney Relief, Old Babylonian (ca 1800 BCE)
- Vũ công và người thổi sáo, Thebes (ca 1400 BCE)

Khỏa thân trong nghệ thuật châu Á
- Kandariya Mahadev Temple in Khajuraho, India (1050)
- Bala Krishna dancing (14th century)Bala Krishna dancing (14th century)
- Bathing woman (ca 1753), Kitagawa Utamaro
- Phụ nữ đang mặc quần áo (1775), nghệ nhân Ấn Độ vô danh
- Yuami (1915), Hashiguchi Goyô

### Hy Lạp cổ đại
Tác phẩm điêu khắc đầu tiên của Hy Lạp, từ nền văn minh Cyclades thời kỳ đồ đồng đầu tiên bao gồm chủ yếu là các nhân vật nam được cách điệu mà có lẽ là khỏa thân. Đây chắc chắn là trường hợp của kouros, một tượng điêu khắc ở trạng thái đứng của một người đàn ông khỏa thân là trụ cột của điêu khắc Hy Lạp cổ đại. Những tác phẩm điêu khắc thực tế đầu tiên về những người đàn ông khỏa thân - kouroi - mô tả những thanh niên khỏa thân đứng chắc chắn với một chân hướng về phía trước. Vào thế kỷ thứ 5 TCN, sự thành thạo về giải phẫu của các nhà điêu khắc Hy Lạp dẫn đến sự tự nhiên hơn và tư thế đa dạng hơn. Một sự đổi mới quan trọng là contrapposto -tư thế không đối xứng của một nhân vật đứng với một chân mang trọng lượng của cơ thể và chân kia thả lỏng. Một ví dụ đầu của đổi mới này là Doryphoros (khoảng 440 TCN) - tác phẩm điêu khắc của Polykleitos.
Trong quy ước về khoả thân anh hùng, các vị thần và anh hùng được thể hiện đang khỏa thân, trong khi những người bình thường ít được vẽ như vậy, mặc dù các vận động viên và chiến binh trong chiến đấu thường được miêu tả khỏa thân.
Ở Hy Lạp cổ đại, nơi khí hậu ôn hòa thuận lợi cho việc mặc quần áo nhẹ nhàng hoặc khỏa thân bất cứ khi nào thuận tiện, và các vận động viên nam thi đấu tại các lễ hội tôn giáo hoàn toàn khỏa thân, và tôn vinh cơ thể con người, việc người Hy Lạp liên tưởng đến hình thức khỏa thân nam là hoàn toàn tự nhiên, nó có ý nghĩa chiến thắng, vinh quang, và thậm chí là có tư cách đạo đức. Nữ thần Hy Lạp Aphrodite là một vị thần mà người Hy Lạp thích được mô tả đang mặc quần áo. Vào giữa thế kỷ IV TCN, nhà điêu khắc Praxiteles đã tạo ra một tượng Aphrodite khỏa thân, được gọi là Knidian, thiết lập một truyền thống mới cho người phụ nữ khỏa thân, có tỷ lệ lý tưởng hóa dựa trên tỷ lệ toán học như các bức tượng nam khỏa thân. Những người được mô tả đang khỏa thân của nghệ thuật Greco-Roman là những người lý tưởng hoàn hảo về mặt khái niệm, mỗi người một tầm nhìn về sức khỏe, tuổi trẻ, sự rõ ràng về hình học và trạng thái cân bằng hữu cơ. Kenneth Clark coi lý tưởng hóa là dấu hiệu của những người khỏa thân thực sự, trái ngược với những nhân vật mô tả và ít nghệ thuật hơn mà ông coi chỉ đơn thuần là khỏa thân. Sự nhấn mạnh của ông về lý tưởng hóa chỉ ra một vấn đề thiết yếu: quyến rũ và hấp dẫn như những người khỏa thân trong nghệ thuật có thể, chúng có ý nghĩa khuấy động tâm trí cũng như những đam mê của người xem.

Ancient Greek sculpture
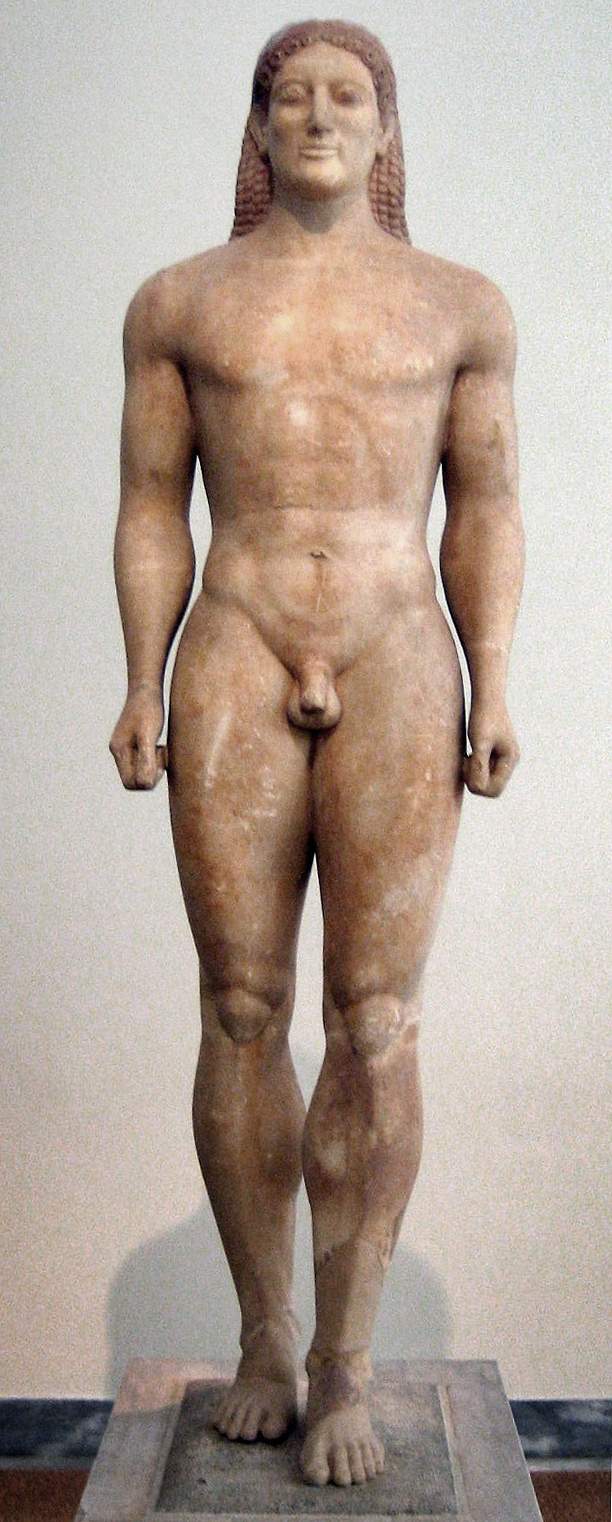
Kroisos Kouros (c. 530 BCE)
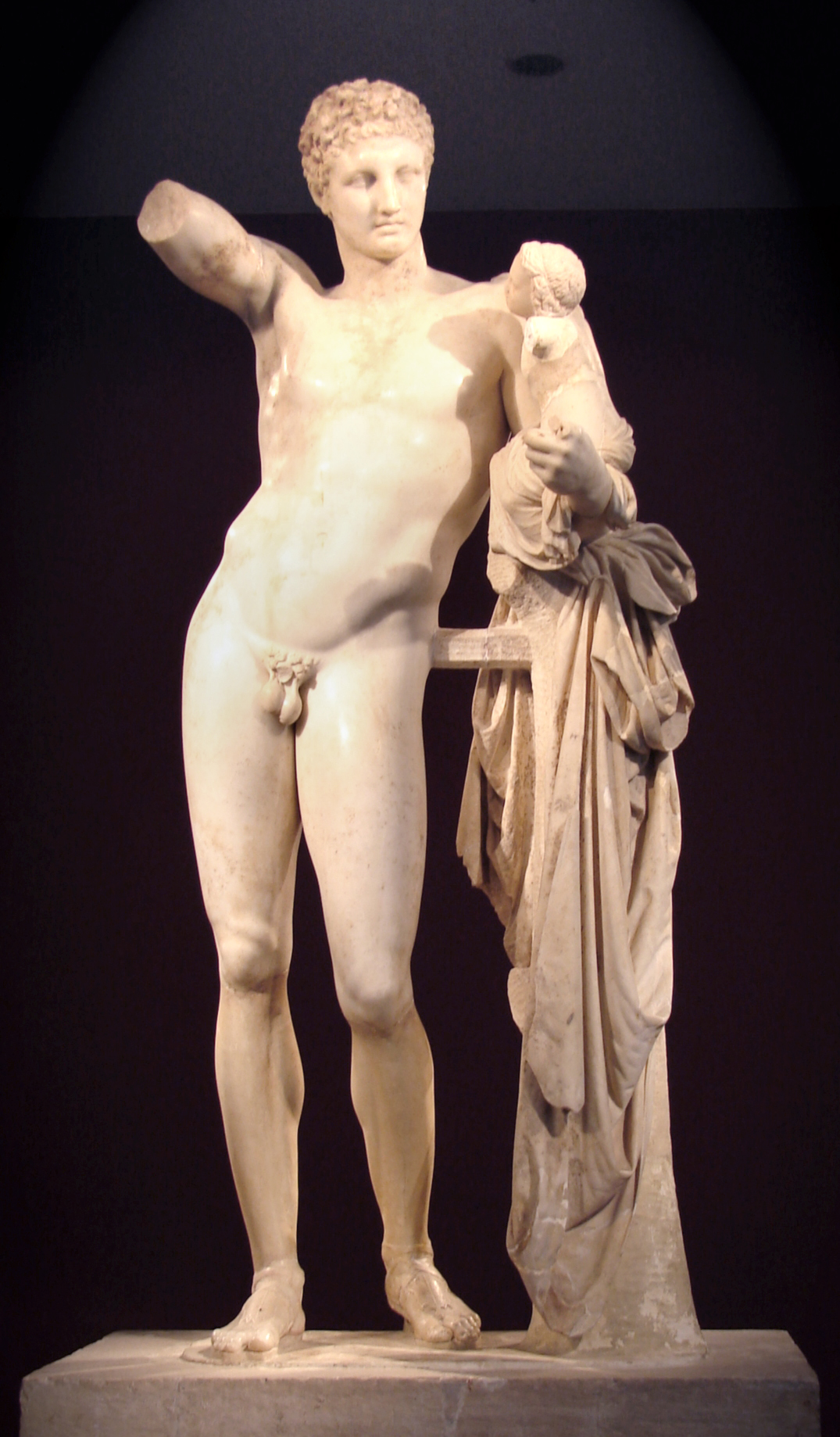
Hermes bearing the infant Dionysus, by Praxiteles
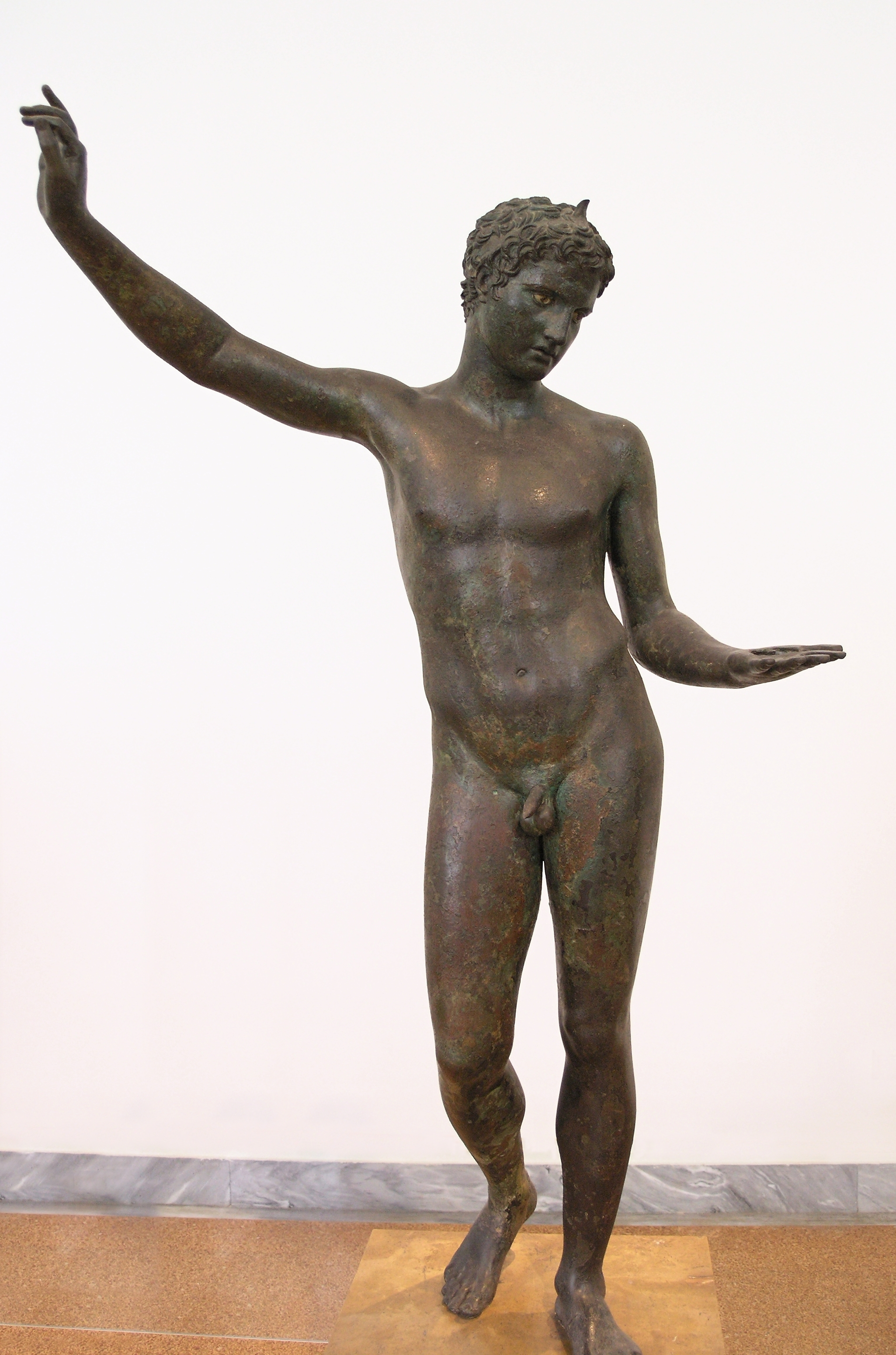
The Marathon Boy (4th century BCE) bronze statue, possibly by Praxiteles
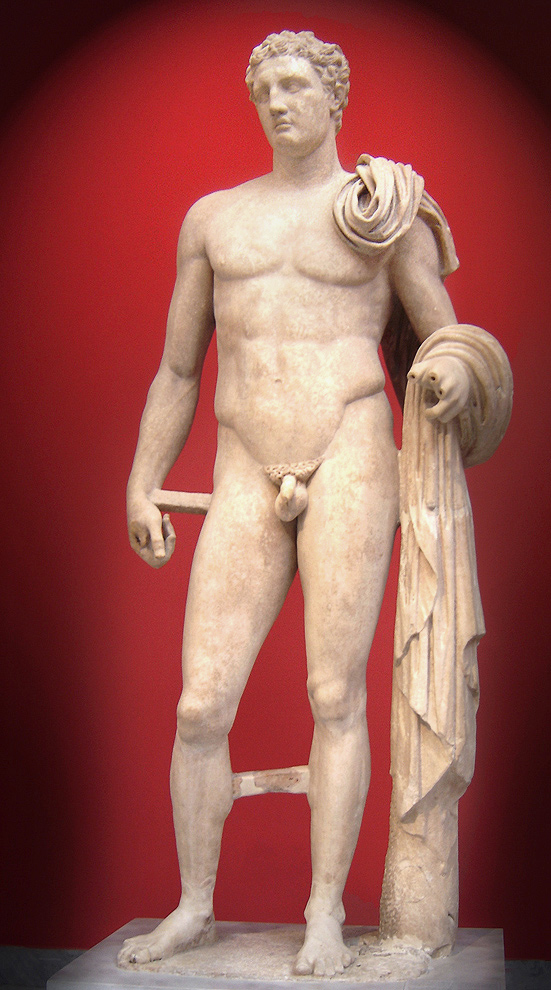
Hermes, possibly by Lysippos
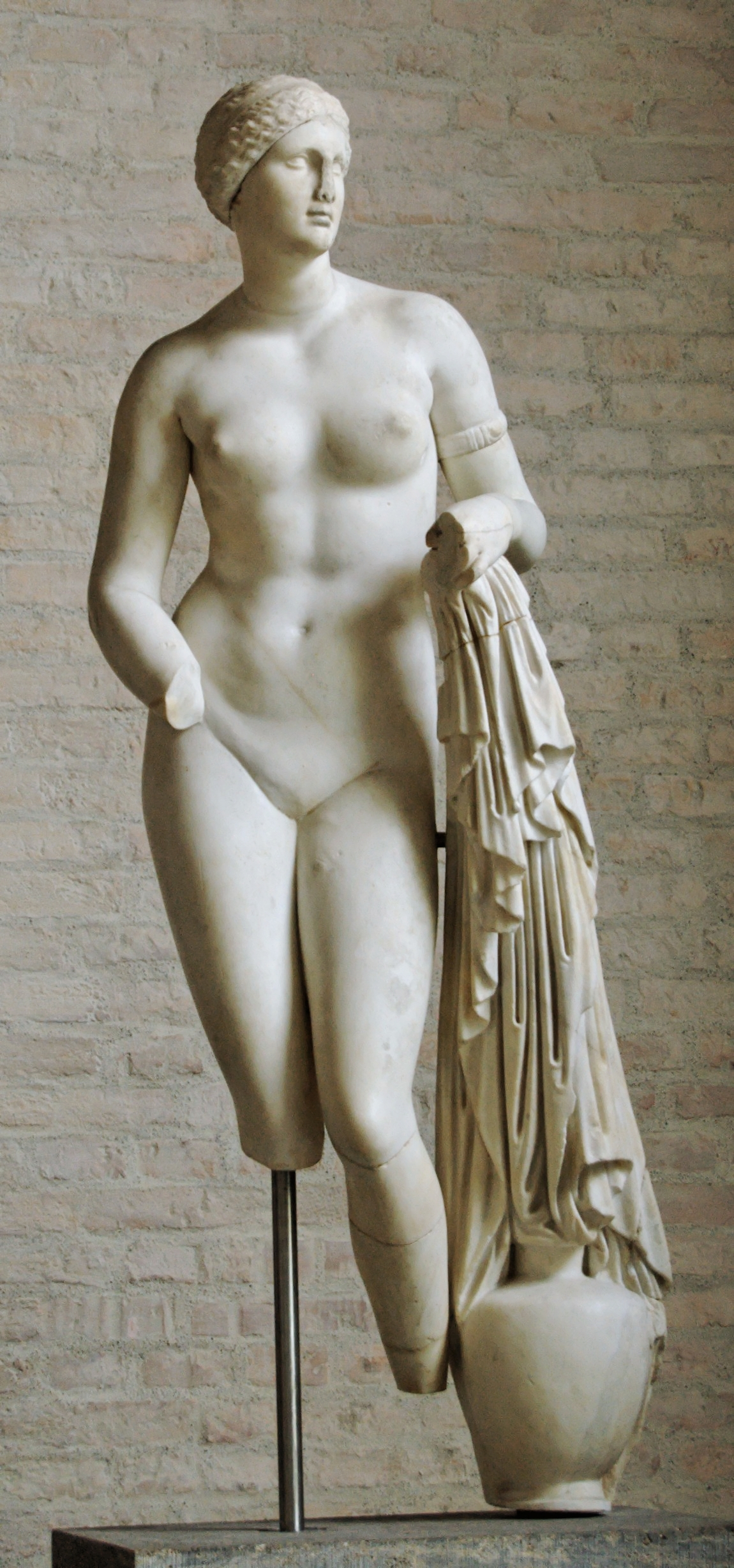
So-called Venus Braschi by Praxiteles, type of the Knidian Aphrodite

### Đầu thời Trung cổ, cuối thời Trung cổ và thời kỳ Phục hưng

Sự ra đời của thần Vệ nữ của Sandro Botticelli, c. 1484-1486

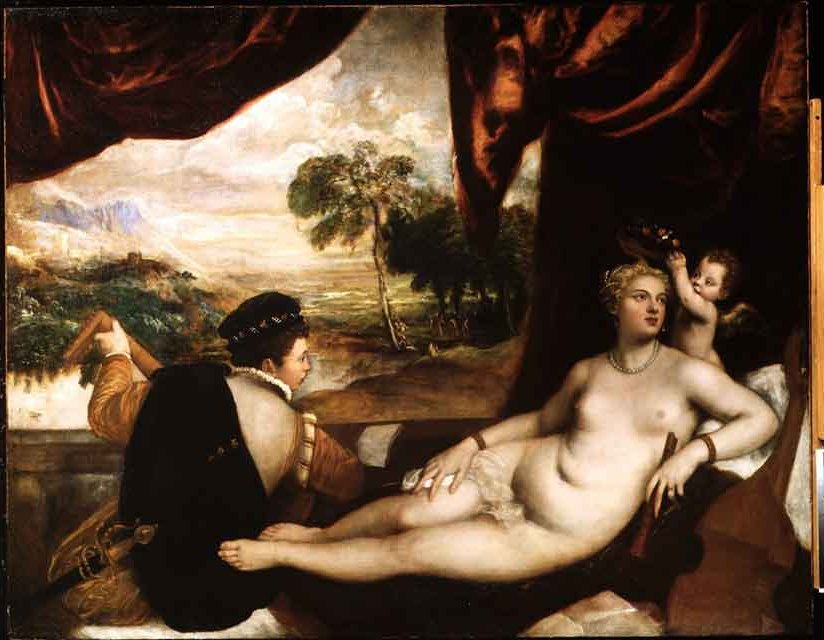
Venus và người thổi sáo của Titian, 1565-1570

#### Đầu thời Trung cổ
Thái độ của Kitô giáo đặt ra nghi ngờ về giá trị của cơ thể con người, và sự nhấn mạnh của Kitô giáo về sự tinh khiết và độc thân càng làm nản lòng các tranh vẽ và tượng về sự trần trụi, ngay cả trong số ít những tác phẩm còn sống sót đến nay từ thời Trung cổ của nghệ thuật thế tục. Những nhân vật hoàn toàn không mặc quần áo là rất hiếm trong nghệ thuật thời Trung cổ, những trường hợp ngoại lệ đáng chú ý là Adam và Eva như được ghi lại trong Sách Sáng thế và bị nguyền rủa trong những cảnh phán xét cuối cùng của Nhà nguyện Sistine. Với những trường hợp ngoại lệ này, các hình thức khỏa thân Greco-Roman lý tưởng đã bị mất đi phần lớn, biến thành biểu tượng của sự xấu hổ và tội lỗi, yếu đuối và không được phòng vệ. Điều này đúng không chỉ ở Tây Âu, mà cả nghệ thuật Byzantine. Càng ngày, Jesus Christ càng được thể hiện phần lớn trần trụi trong các cảnh trong cuộc khổ nạn, đặc biệt là các cảnh về Sự đóng đinh, và ngay cả khi được tôn vinh trên thiên đàng, các tác giả đã thể hiện những vết thương mà Christ phải chịu. Madonna đang chăm sóc và "Mary Magdalene" trần trụi, cũng như Jesus khi còn là trẻ sơ sinh, đôi khi dương vật của ông còn được mô tả nhấn mạnh vì lý do thần học, là những ngoại lệ khác với yếu tố khỏa thân trong nghệ thuật tôn giáo thời trung cổ.

#### Cuối thời Trung cổ
Vào cuối thời trung cổ, những người phụ nữ khỏa thân lại trở nên hấp dẫn trở lại với nghệ thuật, đặc biệt là trong môi trường tương đối riêng tư của cuốn sách được làm nổi bật, và trong các bối cảnh cổ điển như Đai Hoàng đạo và minh họa cho Ovid. Hình dạng của người nữ "khỏa thân gothic" rất khác so với lý tưởng cổ điển, với thân hình dài được uốn cong bởi những đường cong nhẹ nhàng, ngực hẹp và eo cao, ngực tròn nhỏ và phình to ở bụng (như trong Hugo van der Goes ở bên trái). Những người đàn ông khỏa thân có xu hướng mảnh khảnh và dáng người thấp bé, có thể vẽ về những người học việc được sử dụng làm người mẫu, nhưng ngày càng được quan sát chính xác.